# Lichtenberg (metropolitana di Berlino)
Lichtenberg è una stazione della linea U5 della metropolitana di Berlino, situata nell'omonimo quartiere.
Funge da stazione di trasferimento tra la metropolitana, le S-Bahn e il traffico ferroviario a lunga percorrenza.
- Stazione ferroviaria (Berlin-Lichtenberg)[1]
- Fermata tram (S+U Lichtenberg, linea 21 e 37)[2]
- Fermata autobus